# Auzouer-en-Touraine
Auzouer-en-Touraine és un municipi francès, situat al departament de l'Indre i Loira i a la regió de Centre – Vall del Loira. L'any 2007 tenia 1.904 habitants.

## Demografia

### Població
El 2007 la població de fet d'Auzouer-en-Touraine era de 1.904 persones. Hi havia 635 famílies, de les quals 103 eren unipersonals (37 homes vivint sols i 66 dones vivint soles), 202 parelles sense fills, 293 parelles amb fills i 37 famílies monoparentals amb fills.
La població ha evolucionat segons el següent gràfic:
Habitants censats

### Habitatges
El 2007 hi havia 692 habitatges, 639 eren l'habitatge principal de la família, 28 eren segones residències i 26 estaven desocupats. 673 eren cases i 18 eren apartaments. Dels 639 habitatges principals, 518 estaven ocupats pels seus propietaris, 108 estaven llogats i ocupats pels llogaters i 12 estaven cedits a títol gratuït; 4 tenien una cambra, 20 en tenien dues, 76 en tenien tres, 212 en tenien quatre i 327 en tenien cinc o més. 542 habitatges disposaven pel capbaix d'una plaça de pàrquing. A 227 habitatges hi havia un automòbil i a 382 n'hi havia dos o més.

### Piràmide de població
La piràmide de població per edats i sexe el 2009 era:
| Homes | Edats   | Dones |
| ----- | ------- | ----- |
| 0     | 95 o +  | 8     |
| 0     | 90 a 94 | 8     |
| 8     | 85 a 89 | 12    |
| 4     | 80 a 84 | 4     |
| 8     | 75 a 79 | 48    |
| 28    | 70 a 74 | 36    |
| 32    | 65 a 69 | 28    |
| 28    | 60 a 64 | 40    |
| 40    | 55 a 59 | 28    |
| 48    | 50 a 54 | 28    |
| 92    | 45 a 49 | 64    |
| 60    | 40 a 44 | 72    |
| 48    | 35 a 39 | 36    |
| 28    | 30 a 34 | 48    |
| 28    | 25 a 29 | 28    |
| 56    | 20 a 24 | 12    |
| 72    | 15 a 19 | 56    |
| 32    | 10 a 14 | 44    |
| 40    | 5 a 9   | 32    |
| 44    | 0 a 4   | 28    |

## Economia
El 2007 la població en edat de treballar era de 1.211 persones, 892 eren actives i 319 eren inactives. De les 892 persones actives 827 estaven ocupades (449 homes i 378 dones) i 65 estaven aturades (24 homes i 41 dones). De les 319 persones inactives 91 estaven jubilades, 120 estaven estudiant i 108 estaven classificades com a «altres inactius».

### Ingressos
El 2009 a Auzouer-en-Touraine hi havia 713 unitats fiscals que integraven 1.944 persones, la mediana anual d'ingressos fiscals per persona era de 18.347,5 €.

### Activitats econòmiques
Dels 29 establiments que hi havia el 2007, 3 eren d'empreses extractives, 2 d'empreses alimentàries, 3 d'empreses de fabricació d'altres productes industrials, 6 d'empreses de construcció, 5 d'empreses de comerç i reparació d'automòbils, 1 d'una empresa de transport, 1 d'una empresa d'hostatgeria i restauració, 1 d'una empresa d'informació i comunicació, 4 d'empreses financeres, 2 d'empreses de serveis i 1 d'una empresa classificada com a «altres activitats de serveis».
Dels 8 establiments de servei als particulars que hi havia el 2009, 2 eren tallers de reparació d'automòbils i de material agrícola, 3 guixaires pintors, 1 fusteria, 1 lampisteria i 1 perruqueria.
L'únic establiment comercial que hi havia el 2009 era una carnisseria.
L'any 2000 a Auzouer-en-Touraine hi havia 23 explotacions agrícoles.

## Equipaments sanitaris i escolars
El 2009 hi havia una escola elemental.

## Poblacions més properes
El següent diagrama mostra les poblacions més properes.